# Stepnoye (Krasnodar)
Stepnoye (del ruso: Степное) es un posiólok del raión de Kushchóvskaya del krai de Krasnodar, en Rusia. Está situado 10 km al norte de Kushchóvskaya y 186 km al norte de Krasnodar, la capital del krai. Pertenece al municipio Kushchóvskoye. En 2010 disponía de 501 habitantes.

## Historia
Era centro administrativo anteriormente del selsovet Stepnianskoye, al que pertenecían asimismo Mirni, Novoivanovskovskoye, Rovni, Sadovi, Séverni y que fue integrado en el municipio Kushchóvskoye.

## Transporte
Al oeste de la localidad pasa la carretera federal M4 Don.